# Burmistrzowie Pyrzyc

## Burmistrzowie w latach 1445–1864
| - Clawes Poterow 1445, 1461 - Valkenberch 1451 - Jacob Delnow 1480, 1483 - Jacob Hovener 1480, 1492 - Albrecht Marckwardt 1480, 1483 - Johannes Moller (Molre) 1490, 1492 - Johannes Sehuse (Sehausen) 1492 - Jürgen Bilrebeke 1510 - Joachim Levendal 1540 - Faustin Blen (Blenno, Blenne), Magister 1544; - Peter Jekell 1544 - Niclas Kistmacher 1580 - Peter Kistmacher 1583, 1585 - Johann Schutte (Schutze) 1583, 1585 - Georg Wolter (Walter) 1585, 1590 - Valtin Engeke 1588 - Joachim Hanniel 1590 - Georg Mader 1605 - Baltzer Ladewig 1608 - Jacob Sehefeld 1636 - Raphael Schütte I. 1655 - Gabriel Schütte 1670 - David Neumann 1709 - Kistmacher 1712, 1719 - Daniel Weißbrodt - Georg Christoph Mahn 1719; | - Raphael Schütte II. 1719; - Bartholomäus Göbel 1725 - Kersten 1726 - G.W. Hahn 1729 - Walter 1736 - Peter Neumann 1740 - Both 1744 - Georg Daniel Schmidt 1746; - Repcke 1752 - Paul Benedictus Bötticher 1762, 1776 - David Schütt 1767 - Johann Ernst Hammer 1768; - David Röhl 1775 - Johann Georg Biesel 1775, 1776 - Daniel Ludwig Bolduan 1778 - Ernst Ludwig Berg 1781, - Bandelow 1801 - Wesenberg 1808 - Lisckow 1808 - Adam Martin Oesterreich 1809; - Carl Gottlieb Röhl 1812, 1828 - A. Pieck 1830 - Gottfried Ludwig Kosky 1850 – 1852 - Block 1852 – + 1857 - Lindemann 1858 – 1864 - Brodzina (1865–1.01.1870) - Miethe (2.08.1870–7.03.1900) - M. Weiße-Remscheid (3.12.1900–2.12.1912) - Walter Nehm (1.12.1912–1933) - Füllgrabe (1933–1934) - Otto Floret (30.04.1934–2.03.1945) |

## Burmistrzowie (1945–1950), Przewodniczący PRN (1950–1990), Naczelnicy (1979–1990) i Burmistrzowie (1990–nadal) Pyrzyc[1][2]
- Alfred Starosta (03.1945–04.1945)
- Leon Wawrzyniak (04.1945–28.05.1945)
- Władysław Płaczek (28.05.1945–09.1945)
- Stanisław Chełstowski (09.1945–02.1946)
- Franciszek Tujek (02.1946–1.04.1946)
- Stanisław Sidor (zastępca 01.1946–01.1947, ze względu na częste zmiany pełnił faktyczną rolę burmistrza)
- Franciszek Gierałtowicz (01.1946–04.1946)
- Józef Janecki (11.01.1947–04.1948)[3]
- Ludwik Grabowski (1.04.1948–1949)
- Józef Janecki (03.1950–1953)
- Tadeusz (1953–1957)
- Janowski Gdak (1957–1963)
- Tadeusz Gdak (1963–1970)
- Władysław Jachimowicz (1973–1984)
- Stanisław Stępień (1984–czerwiec 1990)
- Walenty Darczuk (13.06.1990–24.10.1990)
- Jan Lemparty (15.11.1990–29.06.1994)
- Stanisław Stępień (29.06.1994 – 10.11.1998)
- Kazimierz Lipiński (10.11.1998–06.12.2010)
- Jerzy Marek Olech (06.12.2010–04.12.2014)
- Marzena Podzińska (04.12.2014–nadal)